# Onychogomphus pollux
Onychogomphus pollux är en trollsländeart som beskrevs av Maurits Anne Lieftinck 1941. Onychogomphus pollux ingår i släktet Onychogomphus och familjen flodtrollsländor. Inga underarter finns listade i Catalogue of Life.